# Before Bach
Before Bach est un album studio d'Erik Marchand, Rodolphe Burger et Mehdi Haddab et Le Meteor Band, paru sur le label « La Dernière Bande Music » chez Wagram Music en 2004. 

## Historique de l'album

### Concept et écriture de « Before Bach »
La rencontre entre Erik Marchand et Rodolphe Burger a eu lieu en 2002 à l'occasion du festival Panoramas organisé au théâtre de Morlaix, suivi d'une résidence au Quartz de Brest la même année pour travailler au projet commun de cet album,. Erik Marchand qui depuis quelques années s'intéressait à des collaborations avec des artistes venant d'autres traditions musicales que celles de la musique bretonne, notamment avec des musiciens des Balkans, propose au oudiste Mehdi Haddab d'organiser des sessions expérimentales avec Rodolphe Burger qui, lui, souhaitait rester dans un univers de rock atmosphérique. Marchand et Burger déclarent que c'est l'apport de Haddab qui a permis finalement la réussite de leur rencontre musicale. Rodolphe Burger avait déjà participé en 2001 à un projet similaire avec Olivier Cadiot sur l'album On n'est pas des indiens c'est dommage qui utilisait le dialecte Welche, en voie de disparition et parlé par quelque 1 000 locuteurs en Alsace. Les chants de l'Épire du Nord, la musique ethnique d'Albanie, et les principes des « joutes et respons » du Kan ha diskan appliqués entre la récitation gwerz d'Erik Marchand et la guitare de Rodolphe Burger ont constitué la base musicale de l'album avec la présence du oud en contrepoint sur un mode pentatonique,. Les textes en breton ont été essentiellement écrits par Christian Duro.
L'enregistrement a lieu à la fin de 2003 dans le studio Klein Leberau de Joël Theux et Rodolphe Burger à Sainte-Marie-aux-Mines. Le disque sort en 2004. L'ensemble se produit ensuite sur de nombreuses scènes de Bretagne durant l'année 2004 depuis une session spéciale au Quartz en mai jusqu'à la 26e édition du festival des Trans Musicales de Rennes en décembre avant d'enregistrer l'album,. La même année Rodolphe Burger annonce que le groupe Kat Onoma s'interrompt.
Le 20 juin 2011, sort une édition spéciale de l'album limitée à 1 000 exemplaires qui comporte un disque supplémentaire de douze titres enregistrés lors du concert donné au Quartz de Brest le 7 mai 2004.

### « Before Bach, chapitre 2 »:Glück auf!

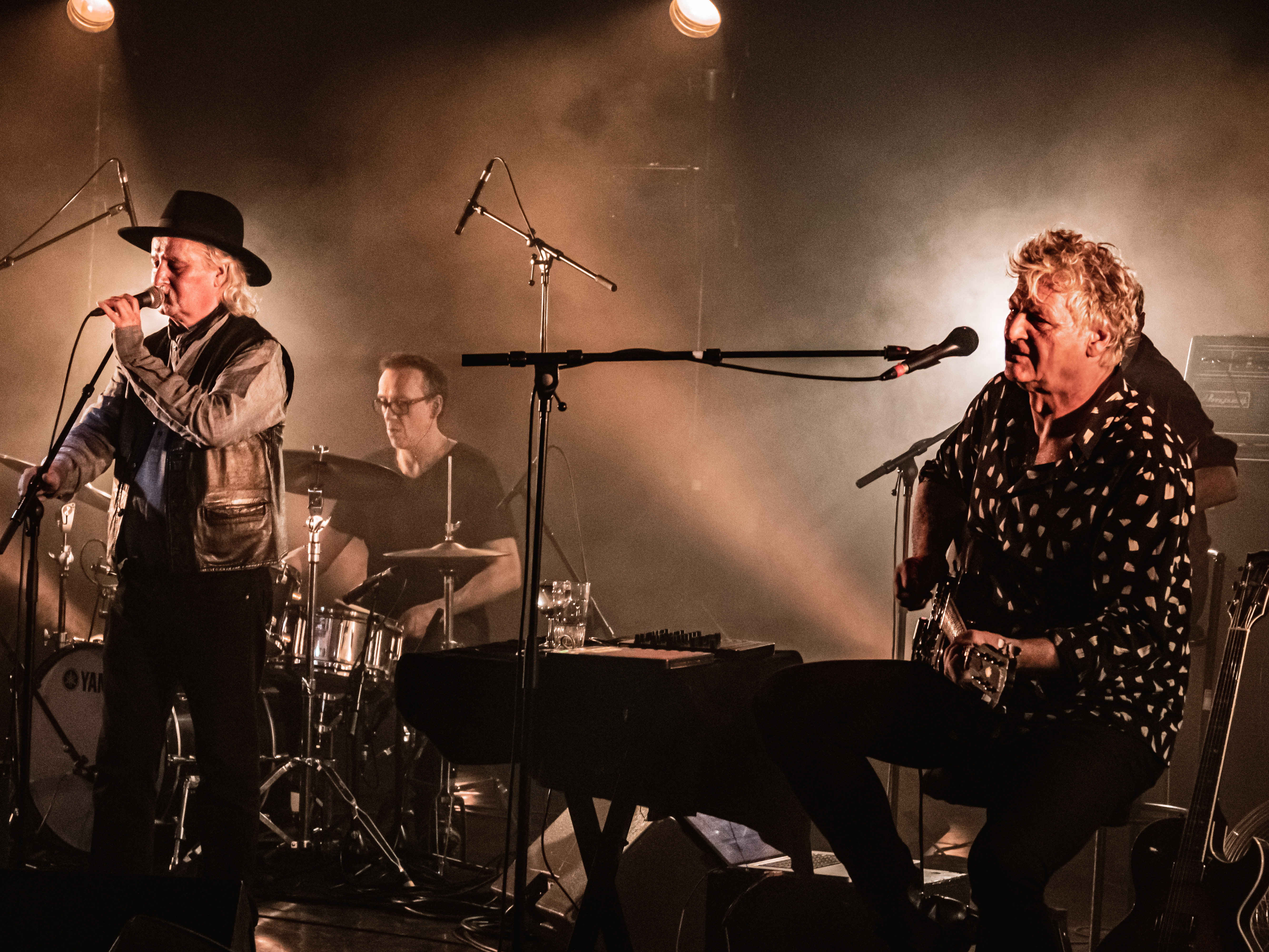
Erik Marchand et Rodolphe Burger en 2019 en concert pour Glück auf !.

En 2019, le projet « Before Bach » est réactivé par Rodolphe Burger et Erik Marchand dans un « chapitre 2 » intitulé Glück auf ! (signifiant « Bonne chance ! ») qui créent de nouvelles compositions et font quelques reprises du premier volume. Les musiciens se réunissent une nouvelle fois dans le studio Klein Leberau de Sainte-Marie-aux-Mines en explorant toujours les musiques modales issues de différents horizons folkloriques (musiques bretonne, orientale et de l'Europe de l'Est),.
Avec Mehdi Haddab (oud), Pauline Willerval (chant et gadulka), Arnaud Dieterlen (batterie et percussions) et Julien Perraudeau (basse, claviers et électronique), le groupe se produit sur scène en France lors d'une tournée démarrée en Bretagne au printemps 2019 avant d'être interrompue en 2020 par la pandémie de Covid-19 entraînant l'annulation des représentations. L'album sortira au printemps 2021 sur le label Dernière Bande, distribué par PIAS.

## Titres de l'album
1. Before Bac'h – 4 min 57 s
2. 1932 – 4 min 40 s
3. An nisel erc'h – 4 min 07 s
4. Gheoghe s'l Florea – 3 min 18 s
5. Zalizome – 5 min 39 s
6. Enez Vaz (Totem & Tabou) – 5 min 39 s
7. Poullaouen Blues – 4 min 08 s
8. Ethics of Love (Phobic Flights) – 5 min 31 s
9. Montroulez – 4 min 26 s
10. Thinking Tonight (Blue Eyes) – 4 min 19 s (reprise de My Blue Eyes de l'album Paramour de Jeanne Balibar)

L'édition spéciale sortie le 20 juin 2011 comporte un disque de douze titres enregistrés en public au Quartz :
1. Enez vaz – 3 min 50 s
2. An nisel erc'h – 4 min 30 s
3. 1932 – 4 min 27 s
4. Georghe s'l florea – 3 min 02 s
5. Before Bac'h – 5 min 08 s
6. Ethics of Love – 7 min 05 s
7. Poullaouen Blues – 4 min 00 s
8. Zalizome – 4 min 24 s
9. Thinking Tonight – 6 min 26 s
10. Azeline – 4 min 58 s
11. Montroulez – 5 min 37 s
12. Before Bach rappel – 7 min 19 s

## Musiciens ayant participé à l'album
| De gauche à droite : Erik Marchand, Rodolphe Burger et Mehdi Haddab en 2019. |  | De gauche à droite : Erik Marchand, Rodolphe Burger et Mehdi Haddab en 2019. |  | De gauche à droite : Erik Marchand, Rodolphe Burger et Mehdi Haddab en 2019. |
| De gauche à droite : Erik Marchand, Rodolphe Burger et Mehdi Haddab en 2019. |  |                                                                              |  |                                                                              |

- Erik Marchand, chant
- Rodolphe Burger, guitare et chant
- Mehdi Haddab, oud
- Marco de Oliveira, basse et chœur
- Hervé Loos, batterie
- Sylvie-Azeline Rivoalen, chant